# Piringsdorf
Piringsdorf est une commune autrichienne du district d'Oberpullendorf dans le Burgenland.

## Jumelages
- Meyrieu-les-Étangs (France) depuis 1995.